# Andrea Buondelmonti
Pour les articles homonymes, voir Buondelmonti (homonymie).
Andrea Buondelmonti (Florence , 1465 – 27 novembre 1542) était un archevêque catholique italien, archevêque de Florence de 1532 jusqu'à sa mort.

## Biographie
Florentin, originaire de l'ancienne famille Buondelmonti, de chanoine de la Cathédrale, il devint archevêque le 15 novembre 1532, après la démission de Niccolò Ridolfi, et prit possession du siège le 24 du même mois.
Durant son épiscopat, en 1533, il y eut un terrible incendie dans l'archevêché qui détruisit en grande partie la partie la plus proche du baptistère. L'archevêque paya de sa poche les travaux de rénovation nécessaires, même si une véritable rénovation dut être réalisée jusqu'en 1573 avec Alessandro di Ottaviano de' Medici.
Il fut un administrateur scrupuleux de l'archidiocèse et organisa ses archives. Admiré pour son humilité, il mourut le 27 novembre 1542. Après sa mort, Ridolfi reprit le siège pour cinq ans supplémentaires.